# 马修·斯特拉泽尔
马修·内尔松·斯特拉泽尔（法語：Matthew Nelson Strazel，2002年8月5日—），法国男子篮球运动员，2021年U19青年世界盃籃球賽银牌得主、2024年夏季奥林匹克运动会男子银牌得主。